# 相生町 (富山市)
相生町（あいおいまち）は、富山県富山市の公称町名である。郵便番号は930-0075

## 地理
地区内では当町は小さい方である。

## 歴史
- 1889年（明治22年）4月1日 - 市制施行に伴い富山市に編入。

## 世帯数と人口
2021年（令和3年）9月30日現在の世帯数と人口は以下の通りである。
| 町丁   | 世帯数 | 人口  |
| ------ | ------ | ----- |
| 相生町 | 92世帯 | 196人 |

## 小・中学校の学区
市立小・中学校に通う場合、学区は以下の通りとなる。
| 番地 | 小学校                 | 中学校             |
| ---- | ---------------------- | ------------------ |
| 全域 | 富山市立西田地方小学校 | 富山市立南部中学校 |

## 交通

### 鉄道
町内に鉄道駅はない。

### 道路
- すずかけ通り

## 施設
- 西田地方地区センター

## 参考出典
- 平凡社地方資料センター 編『富山県の地名 日本歴史地名大系 第16巻』平凡社、1994年。ISBN 4582910084。